# 陳平・花の予備校
『陳平・花の予備校』（ちんぺいはなのよびこう）は、かつてニッポン放送の深夜の時間帯で放送されていたラジオ番組。パーソナリティは野末陳平。

## 概要
『青島幸男のまだ宵のくち』の後番組として、1968年10月7日に毎週月曜日から土曜日（当時はまだ土曜日編成が無かったため、帯番組は土曜日までの放送）の0:05～0:15の時間でスタート。パーソナリティの野末陳平は、これより前は『陳平のマジメ研究室』（1967年10月2日～1968年3月）に出演、これに続くレギュラーとなった。スポンサーは森永製菓。
オープニングは、女性数人の声で「陳平さ～ん」の呼びかけの後、野末が「あいよ～!」と答え、チンドン屋の摺鉦の音に乗せて拍子をとった後、「ご町内の皆様、はい、お待ちどう～!　森永製菓提供、陳平・花の予備校!」とタイトルコールがあり、番組のテーマ曲であるジャック・コリエオーケストラの『チン・チン・ルンバ(Happy José)』が流れ、番組本編に入っていた（因みに『チン・チン・ルンバ』はその後も野末本人のテーマ曲のようなものにもなっていた）。番組では4～5人の女性アシスタントと共演、野末が「今日の下着の色」を訊いた時もあったような、お色気サービスのあった回も存在した。
『花の予備校』としては1969年9月29日で終了、翌日9月30日からは続いて『陳平の青春道場』がスタート（1971年3月30日まで放送）、その後1971年11月6日からは深夜から移動して『野末陳平のオール電話リクエスト』、『チエちゃん・陳平の歌謡ビッグサタデー』→『陳平の歌謡ビッグサタデー』と、土曜日の午前の時間帯で17年5か月パーソナリティを務め続けていたほか、一時期『高嶋ひでたけのお早よう!中年探偵団』で冠コーナー『陳平の一発逆転珍道場』を持っていた（この『一発逆転～』には、ニッポン放送アナウンサーの松本秀夫がアシスタントとして出演していた）。

## 放送時間
※ニッポン放送での放送時間
- 毎週月曜日～土曜日 - 0:05～0:15 （1968年10月7日～1969年2月1日）
- 毎週月曜日～土曜日 - 0:30～0:40 （1969年2月3日～1969年4月12日）
- 毎週月曜日～土曜日 - 0:20～0:30 （1969年4月14日～1969年9月29日）